# Camareiro papal

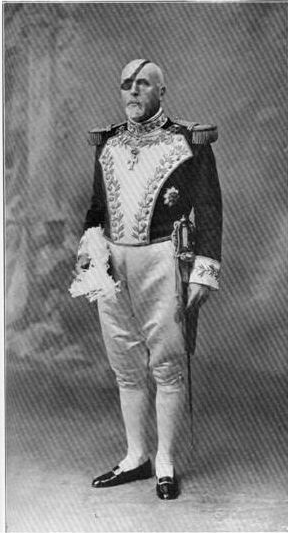
Alessandro Ruspoli, um dos camareiros papais em foto da década de 1920.

Camareiro Papal era, até 1968, um título cortesão concedido pelo papa a altos membros do clero e também a leigos, geralmente membros de proeminentes famílias nobres italianas. Eles eram membros da corte papal e o título era uma das mais altas honrarias que podia ser conferida a um leigo católico pelo papa. Conhecido como "Camareiro da Espada e da Capa" (em italiano:  Cameriere Segreti di spada e cappa) quando conferido a leigos, a posição era majoritariamente honorária, mas ainda assim o camareiro servia ao papa pelo menos uma semana por ano durante algumas cerimônias litúrgicas ou estatais de cunho oficial. O cargo foi abolido pelo papa Paulo VI e substituído pela posição de "Cavalheiro de Sua Santidade" para leigos e por outras denominações para o clero.

## História
Muitos dos ocupantes da posição vieram das famílias que havia muito serviam na corte papal ao longo de muitos séculos enquanto outros eram nomeados com altas honras, uma das maiores conferidas pelo papa a leigos. Eles eram originalmente selecionados entre os membros das famílias reais e aristocráticas italianas. A posição era muito disputada e, para clérigos, era geralmente o último passo antes do cardinalato.
Desde os dias do papa Leão I (r. 440–461), a casa pontifícia já incluía camareiros papais, que eram atendentes pessoais do papa em seus aposentos pessoais. O número de camareiros papais nunca foi grande, embora a proximidade deles com o papa geralmente significasse que muitos deles teriam brilhantes carreiras eclesiásticas e alguns chegavam até mesmo a serem nomeados para alguma sé episcopal, privilégios bastante importantes. Eles estavam ranqueados ex officio como Cavaleiros da Espora de Ouro (da Ordem da Milícia Dourada) e entre a nobreza de Roma e Avinhão. Antes do Concílio Vaticano II, eram eles que prestavam auxílio pessoal ao papa em ocasiões formais de estado como membros da corte papal. Deles se exigia — ou, na prática, a eles era concedido o direito de — servir por pelo menos uma semana por ano durante cerimônias oficiais e participava das procissões papais atrás da Sedia Gestatoria, cada um vestindo sua roupa formal da corte, notável por seu colar da função. Tradicionalmente, padres que eram também camareiros papais eram chamados de "Reverendíssimo". Esta posição clerical foi substituída pela atual, "Cavalheiro de Sua Santidade", que confere o título de "Reverendo Monsenhor".
Na heráldica eclesiástica, leigos dignos desta honraria podem utilizar uma corrente dourada à volta de seu brasão.